# Sibson (Cambridgeshire)
Sibson – wieś w Anglii, w hrabstwie Cambridgeshire, w dystrykcie Huntingdonshire. Leży 53 km na północny zachód od miasta Cambridge i 119 km na północ od Londynu.